# Cantonul Rumilly
Cantonul Rumilly este un canton din arondismentul Annecy, departamentul Haute-Savoie, regiunea Rhône-Alpes, Franța.

## Comune
- Bloye
- Boussy
- Crempigny-Bonneguête
- Étercy
- Hauteville-sur-Fier
- Lornay
- Marcellaz-Albanais
- Marigny-Saint-Marcel
- Massingy
- Moye
- Rumilly (reședință)
- Saint-Eusèbe
- Sales
- Thusy
- Val-de-Fier
- Vallières
- Vaulx
- Versonnex